# Étrelles-et-la-Montbleuse
Étrelles-et-la-Montbleuse é uma comuna francesa na região administrativa de Borgonha-Franco-Condado, no departamento de Alto Sona. Estende-se por uma área de 6,26 km². Em 2010 a comuna tinha 79 habitantes (densidade: 12,6 hab./km²).